# Portada/efemèride desembre 14
Siiri Rantanen
« 13 de desembre · 14 de desembre · 15 de desembre »